# 第一生命日比谷ファースト
第一生命日比谷ファースト（旧名称: DNタワー21）は、東京都千代田区有楽町一丁目13番1号にある21階建てのオフィスビルである。東京都選定歴史的建造物に選定されている。
第一生命ホールディングスやその子会社の第一生命保険の本社ビルである。

## 概要

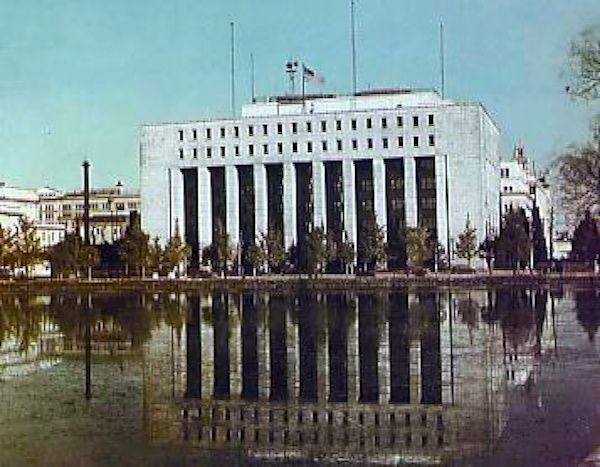
1950年頃のGHQ（連合国軍最高司令官総司令部）

同じ街区に存在していた、1933年竣工の農林中央金庫有楽町ビル、終戦後1945年にGHQに接収され、総司令部本部として使用された1938年竣工の第一生命館をそれぞれ部分保存の上、解体・再構築し一体の建物としたものである。第一生命保険と農林中央金庫の頭文字からDNタワー21と名付けられた。
2022年には農林中央金庫が千代田区大手町のOtemachi Oneに移転したため、第一生命保険が単独所有するビルとなり、名称も第一生命日比谷ファーストに改められた。

## 年表
- 1933年（昭和8年） - 産業組合中央金庫事務所竣工
- 1938年（昭和13年） - 第一生命館竣工
- 1989年（平成元年）
  - 11月6日 - 東京都は有楽町一丁目（第一生命、農林中央金庫共同ビル）の特定街区による都市計画決定を告示[3]
  - 12月 - 第一生命館東寄り部分及び農林中央金庫有楽町ビル解体工事着工
- 1990年（平成2年）8月14日 - 新館（高層棟）起工式
- 1993年（平成5年）
  - 10月1日 - 第一生命館西寄り部分改装工事着工
  - 10月29日 - 新館竣工
- 1995年（平成7年）9月18日 - 第一生命館西寄り部分改装工事竣工
- 2004年（平成16年） - 東京都選定歴史的建造物指定[1][2]
- 2022年 (令和4年) 
  - 1月 - 農林中央金庫がOtemachi Oneタワーへ移転[4]
  - 4月 - 第一生命保険が農林中央金庫の保有する持分を買い取り単独所有化[5]。ビル名称を「第一生命日比谷ファースト」に変更[5][6] 。

## 再開発の経緯

### 前史
本建物の街区には、かつて農林中央金庫の本社屋であった農林中央金庫有楽町ビル、第一生命保険の本社屋であった第一生命館の2棟が存在していた。竣工後50年以上が経過した昭和の末には両社共に再開発を検討していた。そのため、両社共同で一体の建物を建設する案が考えられ、特定街区制度に基づく歴史的建造物を保存することによる容積率割り増しを受け、超高層ビルを建設する方針が決まった。
両社、東京都、設計者の間で協議された結果、特定街区の都市計画決定の歴史的建造物の保存部分としては、第一生命館の西寄り部分及び東寄り部分の壁面も含めた北側全部の壁面及び農林中金有楽町ビル外壁のイメージ保存が認められた。また、1985年（昭和60年）1月20日付で改正された特定街区運用基準では、1階エントランスホール部分を公開することで建物内部であっても公開空地の要件として認めていた。これらを条件とする特定街区指定は1989年（平成元年）11月6日に告示され、これによって容積率は基本の1,000パーセントに加え、特定街区制度による割増分230パーセントを積み増ししての1,230パーセントによる再開発が可能になった。
1988年（昭和63年）8月、清水建設にプロジェクト室が開設され、翌1989年（平成元年）に設計が開始された。設計は清水建設株式会社一級建築士事務所及び、同社の要望により1989年（平成元年）4月より参加したケビン・ローチによって、共同で設計作業が行われた。施主の要求は戦後50年である1995年（平成7年）までの引渡しであった。

### 第一生命館東寄り部分及び農林中央金庫有楽町ビルの解体
第一生命館の東寄り部分及び農林中央金庫有楽町ビルの解体工事は1989年（平成元年）12月に着工した。第一生命館の北側外壁保存部分には事前に鉄骨による補強が行われた上、躯体の解体工事が施工された。農林中金有楽町ビルについては、保存、再構築される円柱、角柱部分が切断され、クレーンで取り外された上、解体工事が施工された。

### 高層棟の建設
第一生命館の東寄り部分及び農林中央金庫有楽町ビルの跡地には、高層棟（新館）の起工式が1990年（平成2年）8月14日に執り行われ、着工となった。農林中金有楽町ビルについては、一部の保存石材を利用しながら、レプリカなども用いられ、当初とは異なる位置に、異なる形でイメージ再現された。工事は1993年（平成5年）10月29日に完工した。

### 第一生命館西寄り部分の建て替え
第一生命館の西寄り部分の改装工事は、1993年（平成5年）10月1日に着工した。外壁は屋上塔屋部分、新館との接続部分を除くほとんどが保存された。一方の内部については、小型重機が搬入され、後述の保存室を除く、全ての内装、設備、共用部及び一部の躯体をそれぞれ取り壊し、一切の間取りを変更する大改造が行われた。屋上は8階及び9階の塔屋、高射砲跡を撤去した跡に、8階に全面ガラス張りのカフェテリアが増築された。1995年（平成7年）9月18日に完工し、全ての工事が完了した。

## 保存部分

### 外装
解体前は街区中でL字型の建物であった第一生命館は西寄り部分（本館）を大きく保存した上、東寄り部分は北側の壁面のみを保存して解体し、本来第一生命館は存在せず農林中金有楽町ビルが存在していた東寄りの南側壁面にまで第一生命館のファサードイメージが延長されている。
一方の農林中金有楽町ビルは外壁のみを保存した上解体され、本来農林中金有楽町ビルは存在せず第一生命館の東寄り部分が存在していた北寄りの東側壁面にまで農林中金有楽町ビルを連想させるファサードが延長されている。
高層部分（新館）は農林中金有楽町ビル及び第一生命館の東寄り部分があった東側に建設されている。
第一生命館、農林中央金庫有楽町ビルともに、戦時中の金属供出により失われた外装の建具金物類の一部は、DNタワー21への再開発を機会にレプリカを以って再現された。

### 内装
第一生命館の西寄り保存部分については、6階のマッカーサー記念室及び貴賓室が現状保存され、6階大会議室及び6階小会議室は、ホワイトブロンズ製の扉などの一部の部材を再利用、再構築するイメージ保存となった。このほかの、イタリア産の大理石を用いた営業室、金庫室、設備、共用部などは保存の対象とされず、全て取り壊され、当初の間取りは上記の保存室を除き一切が変更された。また、上記保存室も含め、窓枠は全て当初のスチール製2重窓からアルミサッシに変更された。
第一生命館の東寄り部分については、北側壁面のみの保存となったため、全て失われた。また、農林中金有楽町ビルについても、壁面のイメージ保存のみとなったため、全て失われた。